# Dilici
Dilici este o localitate din comuna Koper, Slovenia, cu o populație de 4 locuitori.